# Иван Санин и Яков Фельдцер
Иван Санин и Яков Фельдцер — эстрадный дуэт куплетистов-сатириков Я. М. Фельдцера и И. Санина. Дуэт образовался во время войны: Санин и Фельдцер гастролировали в Ленинграде и в Крыму по бригадам бойцов. Больше всего нравился солдатам их дуэт «Битых фрицев».
На фронте Яков Фельдцер научился играть на балалайке, и стал петь частушки.
Работали с артистами эстрады Герман Орлов и Михаилом Курдиным.
В 1957 году дуэт записали на грампластинки. Вышли «Драматические куплеты» «Ай да парень» «Розочка» «Сказка о рыбаке и рыбке». 
Ни один их куплетный номер не проходил без танца.